# دریپینگ اسپرینگز (آریزونا)
دریپینگ اسپرینگز (به انگلیسی: Dripping Springs) یک منطقهٔ مسکونی در ایالات متحده آمریکا است که در آریزونا واقع شده‌است. دریپینگ اسپرینگز ۱۷٫۳۵ کیلومتر مربع مساحت و ۱۷٬۳۷۸ نفر جمعیت دارد و ۶۸۳٫۰۷ متر بالاتر از سطح دریا واقع شده‌است.